# Hans Peter Hilger
Hans Peter Hilger (* 26. Juni 1927 in Barmen; † 13. Februar 1995 in Feldafing) war ein deutscher Kunsthistoriker und Denkmalpfleger.

## Leben
Er wurde 1958 an der Universität Köln promoviert.

## Veröffentlichungen (Auswahl)
- Der Figurenzyklus im Chor des Aachener Domes. Dissertation Universität Köln 1958.
- Der Dom zu Xanten und seine Kunstschätze. Langewiesche Nachf. Köster, Königstein im Taunus 2007, 3. verb. Aufl. der von Udo Grote und Heinrich Heidbüchel überarb. und erw. 2. Aufl., ISBN 978-3-7845-5242-2 / ISBN 3-7845-5242-0
- Der kleine Dom. Bayerisches Nationalmuseum, München 1990, ISBN 3-925058-21-4
- Stadtpfarrkirche St. Nicolai in Kalkar. Pfarrei Sankt Nicolai (Kalkar); Boss, Kleve 1990, ISBN 3-89413-181-0
- mit Kornelius Otto: Farbe und Form im späten Mittelalter. Bildwerke und Tafelmalerei aus dem Bayerischen Nationalmuseum für die Alpenländische Galerie in Kempten. Bayerisches Nationalmuseum München, Sonderausstellung vom 27. Februar bis 16. April 1989. Bayerisches Nationalmuseum, München 1989, ISBN 3-925058-09-5
- Die Pfarr- und Minoritenkirche St. Remigius in Bonn. (Hrsg.: Rheinischer Verein für Denkmalpflege und Landschaftsschutz), Neusser Druckerei und Verlag, Neuss 1987 (3. Aufl.), ISBN 3-88094-573-X